# هيلان (محافظة)
منطقة هيلان (بالصومالية: Gobolka Haylaan)‏ هي محافظة تقع شمال شرق الصومال وأنشأت حكومة بونتلاند في عام 2003. في الصومال وأرض الصومال، تم تصنيفها على أنها جزء شرقي من محافظة سناج، وهي منطقة متنازع عليها مع أرض الصومال.

## ملخص
في 4 ديسمبر 2003، أعلنت حكومة أرض البنط أنها أنشأت ثلاث مناطق: بندر قاسم، كركار، وهيلان. في أغسطس 2021، فاز فريق هيلان لكرة القدم بكأس أرض البنط الإقليمي.